# Edificio de ensamblaje de vehículos

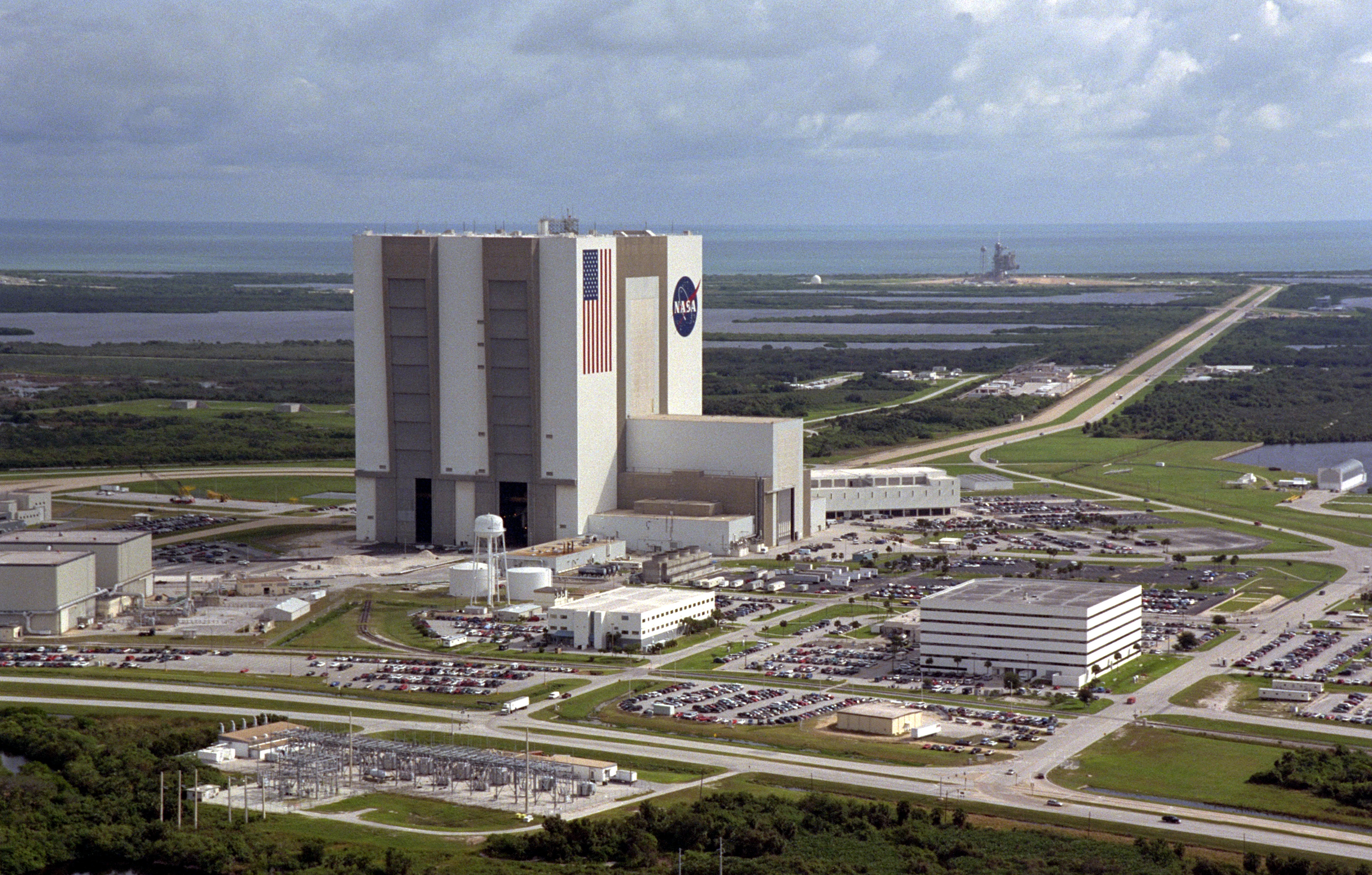
El VAB en 1999.

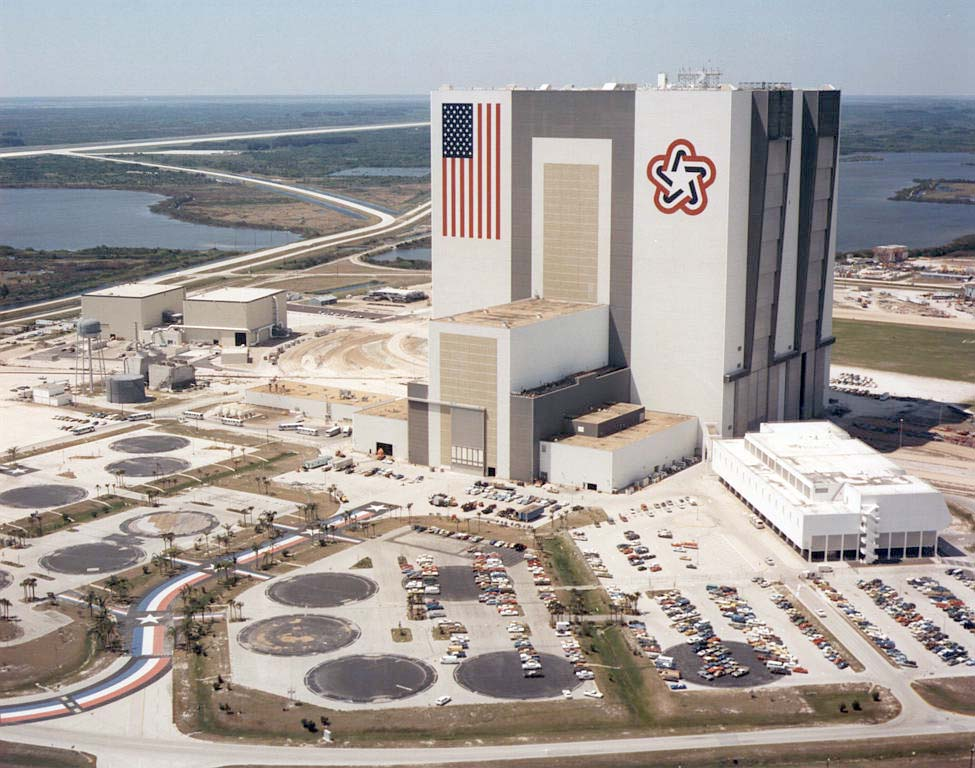
El VAB en 1977.

El Edificio de ensamblaje de vehículos (en inglés: Vehicle Assembly Building o VAB) es un edificio de 525 pies (160,02 m) de alto ubicado en el Centro Espacial Kennedy de la NASA (28°35′10″N 80°39′04″O / 28.586, -80.651) en medio de Jacksonville y Miami, y hacia el este de Orlando en la Isla Merritt, en la costa del Atlántico de Florida. Fue uno de los edificios más grandes del mundo, y fue el edificio más alto de Florida hasta 1974, siendo todavía el mayor edificio de Estados Unidos fuera de un área urbana.

## Historia
Originalmente fue construido para el ensamblado vertical de las etapas del cohete Saturno V del Programa Apolo, el cohete más grande fabricado por humanos en ese momento. Anteriormente, era usado para alojar el Tanque Externo de Combustible y el hardware de vuelo, ensamblar el Transbordador Espacial con los Cohetes de Combustible Sólido y el Tanque Externo. Una vez ensamblado, el Transbordador Espacial era transportado en la Plataforma móvil de lanzamiento (MLP), que a la vez está sobre el transporte de orugas al Complejo de lanzamiento 39.
La última viga estructural se colocó en el VAB en 1965. La construcción interior, incluida la construcción de las plataformas de trabajo extensibles, se completó en 1966. El edificio está ubicado a 3,5 millas de la plataforma de lanzamiento 39A y a 4,2 millas de la plataforma de lanzamiento 39B.

## Construcción

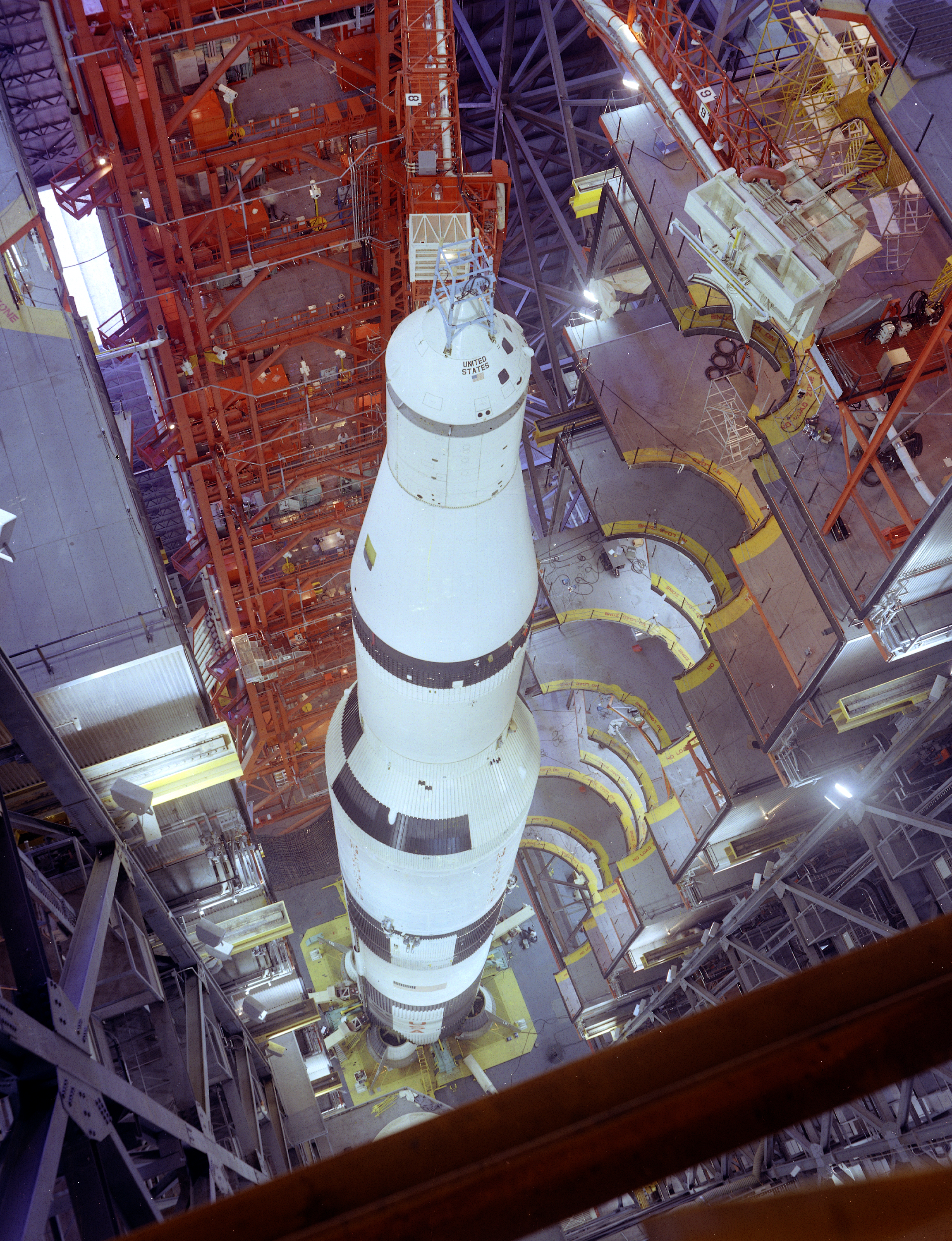
Montaje del Apolo 4 en el VAB.

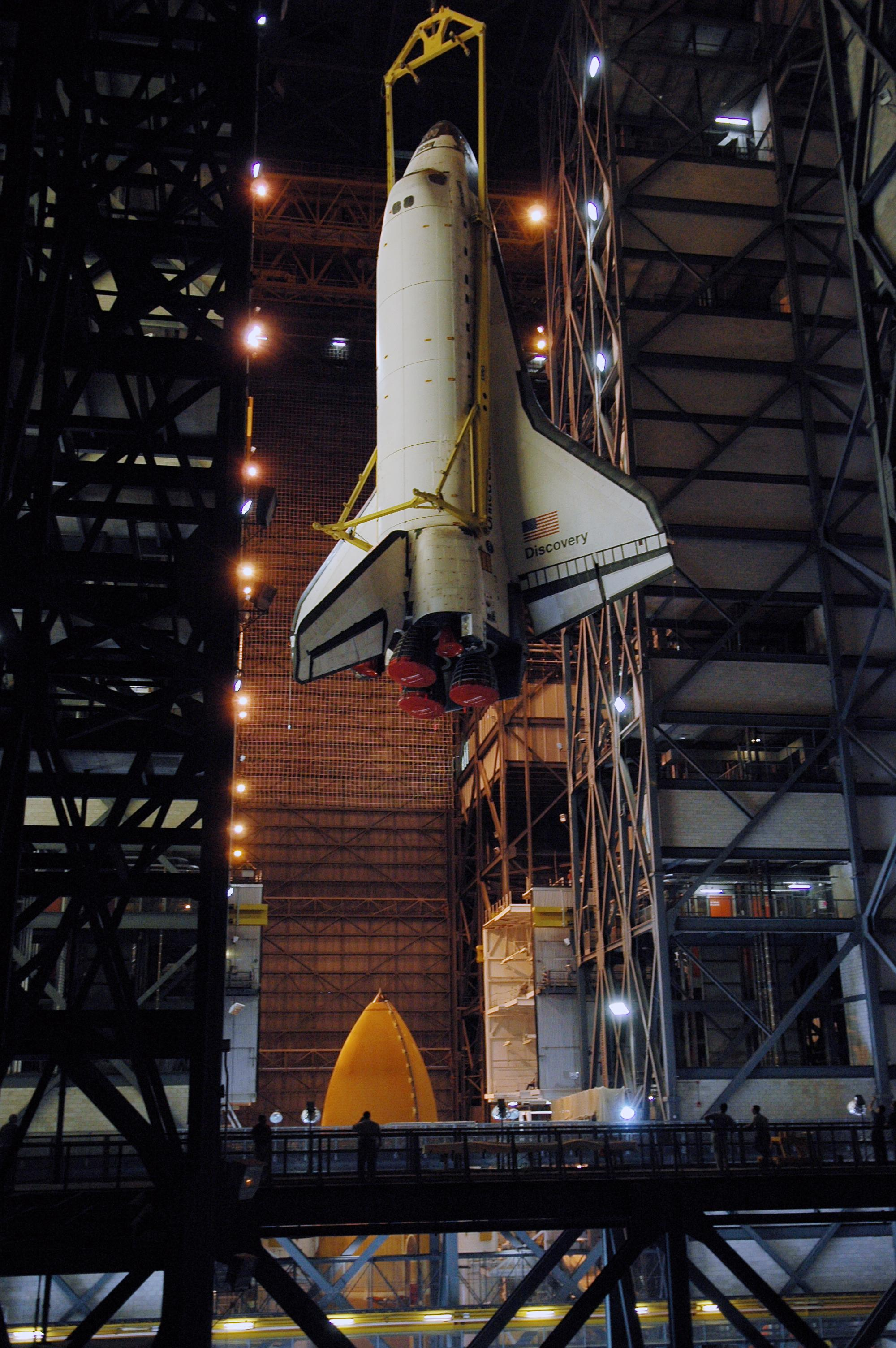
El Discovery ensamblándose en el VAB.

El VAB cubre 8 acres (3,2 ha) mide 525 pies (160,02 m) de alto, 218 metros de largo y 518 pies (157,89 m) de ancho, con el cual tiene un total de 3.664.883 metros cúbicos (aproximadamente 130.000.000 pies cúbicos) de espacio.
Un indicador de lo grande que es el edificio es la bandera americana, en la cual cada estrella mide 1,8 metros de un extremo a otro, la zona azul tiene las dimensiones de una cancha de baloncesto y cada una de las líneas rojas y blancas son tan anchas como las autopistas. La bandera mesurada 63.7 metros de alto y 33.5 metros de ancho — 12 300 pies cuadrados (1142,71 m²), y fue pintada en 1976 como parte de las celebraciones del Bicentenario de Estados Unidos junto con el logotipo de estrella del aniversario, aunque luego sería reemplazada por el logotipo ("la albóndiga") de la NASA. Trabajadores lo estaban repintando la bandera a 4  de marzo de  2021.

## Estructura del VAB
El VAB contiene 4 High Bays o Bahías Principales, las cuales miden 160 metros de alto. Las bahías 1 y 3 son usadas para el ensamblado e integración final del transbordador. La bahía 2 es usada para verificar y almacenar el Tanque Externo y para almacenar los transbordadores en caso de contingencia. La bahía 4 también es utilizada para el almacenamiento y verificación del Tanque Externo igualmente para acomodar el bote de carga (el cual se instala luego en la rampa de lanzamiento) y para las operaciones de carga de los Cohetes de Combustible Sólido.
La bahía inferior o Low Bay se usa para el reacondicionamiento y mantenimiento de las secciones de los motores del transbordador y almacenaje de las secciones de los SRB.
Este edificio fue construido para soportar huracanes y tormentas tropicales. El peor daño estructural que sufrió el VAB fue durante el Huracán Frances en septiembre del 2004, donde unos 1000 paneles de aluminio, los cuales median 3 x 12 metros, se dañaron. Las reparaciones costaron cerca de 700.000 dólares.
A partir de 2014 comenzaron a realizarse actualizaciones en su estructura, las cuales han incluido la instalación de 10 nuevos niveles de plataformas de trabajo para facilitar el acceso al Sistema de Lanzamiento Espacial (SLS) y la nave espacial Orión para las misiones Artemis.

## Futuro
El futuro del Edificio de Ensamblaje de Vehículos (VAB) de la NASA está directamente vinculado con las misiones Artemis, que marcan el siguiente gran paso en la exploración espacial. El VAB es el lugar donde se ensamblan y procesan los vehículos de lanzamiento de nueva generación para estas misiones a la Luna y más allá. Estos preparativos y mejoras indican que el VAB seguirá siendo un activo crucial para la NASA y sus ambiciones de exploración espacial en el futuro.